# Wojowniczka
Wojowniczka è il quarto album di studio della cantante pop polacca Gosia Andrzejewicz. Oltre che a 14 tracce inedite, include il video musicale del singolo antecedente la pubblicazione dell'album, Otwórz oczy.

## Tracce
1. Intro – 0:46
2. Wojowniczka – 3:24
3. Otwórz oczy – 3:48
4. I'm addicted to this sound – 2:50
5. Nasty virgin – 3:16
6. Przysięgam – 3:30
7. I like it – 3:29
8. Bad boys – 3:24
9. Energy – 3:00
10. Sunrise (remix) – 4:09
11. Wanilia – 2:50
12. Zabierz mnie – 3:25
13. Lips (featuring Kalwi e Remi) (traccia bonus) – 5:18
14. Zabierz mnie (versione strumentale) (traccia bonus) – 3:25

## Classifiche
| Classifica (2009)   | Posizione massima |
| ------------------- | ----------------- |
| Polish Albums Chart | 36                |